# مونتبلاز
مونتبلاز (بالإنجليزية: Monteplase)‏ وهو مانع خثار يفترض استعماله في علاج احتشاء عضلة القلب.